# Brownlowia kleinhovioidea
Brownlowia kleinhovioidea é uma espécie de angiospérmica da família Tiliaceae.
Apenas pode ser encontrada na Malásia.